# David Storey
David Malcolm Storey, född 13 juli 1933 i Wakefield i West Yorkshire, död 27 mars 2017 i London, var en brittisk roman- och manusförfattare, dramatiker och professionell rugbyspelare.  
Storey var son till en gruvarbetare och utbildade sig vid QEGS Wakefield och vid Slade School of Fine Art i London. Hans pjäser inkluderar The Restoration of Arnold Middleton, The Changing Room, Cromwell, Home och Stages. 
Storey skrev filmmanuset till filmen Idolen (This Sporting Life), som bygger på hans första roman med samma namn från 1960. Filmen regisserades 1963 av Lindsay Anderson. Filmversionen av Storeys pjäs In Celebration (även den regisserad av Lindsay Anderson) släpptes som en del av American Film Theatre Series 1975. Pjäserna Home och Early Days (båda regisserade av Anderson och med medverkan av skådespelaren Sir Ralph Richardson i båda) gjordes som TV-filmer.

## Stil
Storeys romaner uppfattas ofta höra till den realistiska traditionen, med långa beskrivande passager och detaljerade beskrivningar av omgivningen, och åtminstone ytligt, utan att spela någon roll för den framtida handlingen. 

## Priser och utmärkelser
- Bookerpriset 1976 för Saville